# Бог игроков
«Бог игроков» (кит. трад. 賭神, упр. 赌神, пиньинь Dǔshén) — гонконгский художественный фильм, поставленный режиссёром Вон Цзином и вышедший в прокат 14 декабря 1989 года.

## Сюжет
Ко Чун — гениальный карточный игрок, прозванный Богом игроков.
Некий якудза рассказывает ему историю о своём отце, который проиграл Чан Кам-Сину — нечестному игроку и, не вынеся позора, покончил с собой. Теперь с ним должен сыграть сам якудза, но он уверен в проигрыше и просит Бога игроков заменить его. Ко Чун соглашается и якудза предоставляет ему телохранителя — Дракона. После очередной игры Ко Чун случайно попадает в ловушку местного хулигана Ножа, который тот подстроил совсем другому человеку. В результате Ко Чун несколько раз ударяется головой и теряет память, но при нём остаются навыки игрока. Нож со своим помощником и девушкой Джейн относят раненого Ко Чуна в дом к бабушке Ножа.
Очнувшись, Ко Чун ведёт себя как наивный ребёнок, постоянно требуя шоколада, в результате чего получает прозвище Шоколад. Нож решает выманить у Шоколада наличные деньги, для этого он ведет его в местный игорный дом, с владельцем которого он договорился поделить деньги. Однако, неожиданно для Ножа, Шоколад выигрывает в покер. Нож занимает деньги у ростовщика, чтобы Шоколад играл по-крупному и несколько месяцев им сопутствует удача. Но однажды помощник Ножа ошибается в марке любимого шоколада Ко Чуна и тот проигрывает из-за этого все деньги. Нож бросает Шоколада прямо посреди улицы и уезжает на автобусе домой, но по дороге, став свидетелем сцены между матерью и её ребёнком, у него просыпается совесть и он возвращается и к тому же отводит Шоколада в больницу, чтобы ему восстановили память.
Для операции Нож продаёт всё, что троица успела скопить, и вносит залог. Тут же, в больнице, Нож неожиданно сталкивается с ростовщиком, у которого занял деньги и не вернул, и попадает к нему в плен. Ростовщик требует у Джейн долг Ножа, который за это время многократно увеличился. В это же время Ко И, кузен и помощник Ко Чуна, убивает его невесту и договаривается с Чан Кам-Сином о предательстве во время игры. Шоколад, Джейн и Червяк ухитряются вытащить Ножа, и они прячутся в борделе у знакомого. Там Шоколад в своей старой одежде находит визитку с телефоном Дракона и набирает его номер. Дракон выезжает в бордель и появляется вовремя, ведь как раз в это же время на бордель нападают люди Ко И, чтобы убить Ко Чуна. Нож просит у Дракона пистолет и защищает Ко Чуна, у которого обнаруживаются ещё и навыки стрельбы. Ножу, Червяку, Джейн и Дракону удаётся спастись, но Шоколад снова несколько раз бьётся головой. Он просыпается в больнице и забывает о нескольких месяцах жизни с Ножом и остальными.
На теплоходе состоится игра с Чан Кам-Сином, но тот уже подготовил краплёные карты, а Ко И, знавший об этом, промолчал. Однако Ко Чун незадолго до игры нашёл улики, подтверждающие, что Ко И убил Жанет, и встретился с Ножом, который предупредил его о предательстве. Ко Чун выигрывает игру, Чан Кам-Син в гневе убивает Ко И, и теперь его ждёт 30 лет тюрьмы. Ко Чун возвращается к Ножу и его друзьям и предлагает на днях пройтись по заведениям Лас-Вегаса.

## В ролях
- Чоу Юнь-Фат — Ко Чун/«Шоколад»/«Бог игроков»
- Энди Лау — Майкл Чан/«Нож»
- Рональд Вон — «Червяк», правая рука «Ножа»
- Джои Вон — Джейн, девушка «Ножа»
- Хон Лам Пау — Чан Кам-Син/«Дьявол игроков», оппонент Ко Чуна
- Ын Мантат — «Брат» Син, помощник Чан Кам-Сина, ростовщик
- Чарльз Хён — «Дракон», телохранитель Ко Чуна
- Мэн Чун — Жанет, невеста Ко Чуна
- Фон Лан — Ко И, помощник Ко Чуна, предатель
- Лап Бан Чан — Бабушка «Ножа»
- Фуй-Он Син — Кау, владелец полукриминального игорного дома
- Шарла Чён — Джанет

## Оценки
Марк Савлов из еженедельника The Austin Chronicle отнёс картину к лучшим гонконгским фильмам, удостоив её 3,5 звёзд из 5 возможных. Критик особо выделил игру Чоу Юнь-Фата и замысловатый, стремительно развивающийся сюжет.

## Серия фильмов
Успех фильма «Бог игроков» (Du shen) породил сложную серию продолжений и предысторий:
- В 1990 году Ван Цзин снял два фильма-сиквела: «Бог азартных игроков 2» (Dou hap) и «Бог игроков III: Назад в Шанхай» (Du xia II: Shang Hai tan du sheng). В первом фильме играет Энди Лау в роли Ножа/Рыцаря игроков. В обоих фильмах присутствует персонаж Святой азартных игроков в исполнении Стивена Чоу. Кроме того, в первом фильме используются архивные кадры с Чоу Юнь-Фатом в роли Бога игроков.
- Прямое продолжение оригинального фильма с Чоу Юнь-Фатом вышло в 1994 году и называлось «Возвращение бога игроков», или «Бог игроков 2» (Du shen 2). В нём актёр вернулся к роли Бога игроков.
- В 1997 году вышел приквел «Бог игроков 3: Ранние годы» (Do san 3: Chi siu nin do san), в нём молодого Ко Чуна играет Леон Лай.
- Фильм «Рыцарь игроков» является сиквелом не только «Бога игроков», но и фильма режиссёра Джеффри Лау 1990 года «Победитель получает всё» (All for the Winner) со Стивеном Чоу в роли Святого азартных игроков. Который, в свою очередь, был продолжен не только в «Рыцаре игроков», но и в фильме 1991 года «Самая высокая ставка» (Du ba) Джеффри Лау. Святой азартных игроков в нём появляется эпизодически.
- В 1995 году Вон Цзин снял фильм «Святой азартных игроков» (Saint of Gamblers) с Эриком Котом в главной роли.

### Список

#### Главные фильмы
- Бог игроков (1989)
- Бог азартных игроков 2 (1990)
- Бог игроков III: Назад в Шанхай (1991)
- Возвращение бога игроков (1994)
- Бог игроков 3: Ранние годы (1996)
- Бог азартных игроков: Из Вегаса в Макао (2014)
- Бог азартных игроков: Из Вегаса в Макао 2 (2015)
- Бог азартных игроков: Из Вегаса в Макао 3 (2016)

#### Побочные фильмы
- Победитель получает всё (1990)
- Кулак ярости 1991 (1991)
- Высшая ставка (1991)
- Самая высокая ставка (1991)
- Пробейся назад в школу 3 (1993)
- Святой азартных игроков (1995)
- Моя Жена Маэстро Азартных Игр (2008)